# NGC 3216
NGC 3216 est une lointaine et très vaste galaxie elliptique relativement éloignée et située dans la constellation du Lion. Sa vitesse par rapport au fond diffus cosmologique est de 12 060 ± 22 km/s, ce qui correspond à une distance de Hubble de 178 ± 12 Mpc (∼581 millions d'al). NGC 3216 a été découverte par l'astronome germano-britannique William Herschel en 1785.
À ce jour, une mesure non basée sur le décalage vers le rouge (redshift) donne une distance d'environ 222,000 Mpc (∼724 millions d'al). Cette valeur est  à l'extérieur mais compatible avec les valeurs de la distance de Hubble. Notons cependant que c'est avec la valeur moyenne des mesures indépendantes, lorsqu'elles existent, que la base de données NASA/IPAC calcule le diamètre d'une galaxie et qu'en conséquence le diamètre de NGC 3216 pourrait être d'environ 72,4 kpc (∼236 000 al) si on utilisait la distance de Hubble pour le calculer. 